# Order Naima Frashëriego
 Order Naima Frashëriego (alb. Urdhëri "Naim Frashëri") – odznaczenie państwowe Ludowej Republiki Albanii i Republiki Albanii ustanowione w 1965 przez prezydium Zgromadzenia Ludowego Albanii.

## Historia
Order Naima Frashëriego został ustanowiony 18 stycznia 1965 przez prezydium Zgromadzenia Ludowego Albanii, na mocy dekretu 3943.

## Zasady nadawania
Order Naima Frashëriego jest przyznawany za wybitne osiągnięcia artystyczne i pedagogiczne. Może być przyznawany Albańczykom oraz cudzoziemcom. Dzielił się na trzy klasy (na mocy ustawy 8113 z 28 marca 1996 występuje w dwóch kategoriach: złoty i srebrny). Do 1992 order przyznawało prezydium Zgromadzenia Ludowego, obecnie przyznaje go Prezydent Republiki Albanii. Wnioskodawcą może być ministerstwo edukacji i kultury, a także organizacje artystyczne.

## Opis odznaki
Odznaką orderu jest szesnastokątna gwiazda z podobizną Naima Frashëriego (lewy profil), z gałązką oliwną i napisem NAIM FRASHERI. Rewers odznaki zawiera skrzyżowane ze sobą cztery atrybuty zawodów artystycznych – paletę, pióro, dłuto i harfę. Wstęga orderu jest czerwono-biała.